# Fábián István (tervező-grafikus)
Fábián István (Budapest, 1953. –) költő, tervező-grafikus.

## Élete
A kötetekben, folyóiratokban, hetilapokban (Alföld, Palócföld, Mozgó Világ, Magyar Napló, Somogy, Hitel, Napút stb.) megjelent írások mellett alkalmazott grafikával, rajzolással, tipográfiával foglalkozik.
Megvalósult, működő laptervei: Kritika, Film Színház Muzsika, Fotóriporter, Mix, LEN Magazine, FINA Aquatics World Magazine. Több száz könyv és könyvborító grafikai, tipográfiai megoldása, gyűjteményes és egyedi fotóalbumok tervezése, kivitelezése fűződik nevéhez hazai és külföldi kiadóknál (Szépirodalmi, Európa, MOB, LEN, FINA, AB ART) – http://ajel.hu/ Archiválva 2011. december 2-i dátummal a Wayback Machine-ben
Hazai és európai sportesemények arculati, grafikai megjelenítése, művészeti vezetése voltak feladatai (2006, 2010, 2013.).
2011 novemberében önálló honlapot indított. Verseiben az 1989-ig természetessé lett tagadásokat  – ahogy írja – nehezen tudja igenekké fordítani. Legújabb munkáinak az online folyóiratok mellett (Kortárs, Kurázsi, Holdkatlan, Tiszatáj, Art7, Napút, Litera-Túra, ÚjNautilus, Kalamáris) különböző antológiák, valamint a pozsonyi Szőrös Kő, a tatai Új Forrás, a Fedél Nélkül, a Parnasszus, az AB ART Kiadó, a kecskeméti Forrás, valamint az Élet és Irodalom adtak teret.
2021 februárjában a Fölsértett ég c. kötetéről online könyvbemutató keretében Bácskai Mihállyal rögzített beszélgetést a Gondolat Kiadó, márciusban az ÉS egy teljes lapszám illusztrációival mutatta be grafikáit.
A Magyar PEN Club tagja.

## Kötetei
- A képzelet bádogtornyai (versek – Szépirodalmi Könyvkiadó, 1984)
- Némulat (versek – Szépirodalmi Könyvkiadó, 1990)
- Ebgondolat (versek, rajzok – Kopf, 2003)
- Örökévad (versek, rajzok – Gondolat Kiadó, 2016)
- Mohai Lajos: Kettős:pont. Fábián István. Ha grafikáit nézem, olykor tükörnek látom azokat / Fábián István: Kettős:pont. Mohai V. Lajos. Közelítések, metszések Mohai V. Lajos útjaival; Könyvpont, Bp., 2020
- Fölsértett ég (versek, rajzok – Gondolat Kiadó, 2020)
- Minden legkisebb hely (kettős:pont.kettő – Mohai V. Lajossal közös kötet, Könyvpont Kft., 2022)
- Kő a kőtől (versek, rajzok – Gondolat Kiadó, 2022)
- Vágások (vers-válogatás – AB ART Kiadó, 2023)
- A vonal (Gondolat Kiadó, 2023)
- Kettős:pont:három. Párhuzamos múzsák (Mohai V. Lajos lírai beszámolója a közös utakról)
- Cantio de amore (kettős:pont.négy – Mohai V. Lajossal közös kötet, Könyvpont Kft., 2024)

## Díjak, elismerések
- Szép Magyar Könyv Díj – Zacchias: A házastársi kötelezettségről, Európa Könyvkiadó (2001)
- MOB-médiadíj (2005)

## Kiállítások 2024-ben
- XIII. Orfűi Őszi Tárlat
- 37. Balassagyarmati Nyári Tárlat
- Egyéni, gyűjteményes kiállítás: Szerbtemplom Galéria, Balassagyarmat